# ترانه‌شناسی محسن نامجو

## آلبوم‌ها

### دماوند / سنتی‌ها (۲۰۰۵/۱۳۸۴)
اولین آلبوم محسن نامجو به نام "دماوند" یا نام‌‌های دیگر "سنتی‌ها" ("Essentials") در سال ۱۳۸۴ به‌طور غیر رسمی در ایران منتشر شد. این آلبوم متشکل از اتودها و تک‌آهنگ‌های اولیه نامجو بود که اکثر قریب به اتفاق آن‌ها در آلبوم‌های بعدی به‌طور رسمی با تنظیمی جدیدتر انتشار یافتند.
| #  | نام آهنگ              | شاعر                             | آهنگ‌ساز                 | تنظیم | زمان  | توضیحات                                                              |
| -- | --------------------- | -------------------------------- | ----------------------- | ----- | ----- | -------------------------------------------------------------------- |
| ۱  | ای ساربان             | معینی‌ کرمانشاهی، هما میرافشار    | همایون خرم، اسدالله ملک |       | ۰۵:۱۷ | تلفیق دو تصنیف قدیمی "کاروان" و "تک درخت" به‌همراه بازسازی محسن نامجو |
| ۲  | عقاید نئوکانتی        | محسن نامجو                       |                         |       | ۰۵:۳۴ |                                                                      |
| ۳  | بنگر به جهان (هیچ)    | خیام                             |                         |       | ۰۵:۱۱ |                                                                      |
| ۴  | دلا دیدی (ورژن اولیه) | هوشنگ ابتهاج                     |                         |       | ۰۷:۰۳ | ورژن نهایی این ترانه در سال ۲۰۰۹، آلبوم "آخ" منتشر شد.               |
| ۵  | شیوهٔ نوشین لبان       | علی‌اکبر شیدا، فروغی بسطامی، سعدی |                         |       | ۰۵:۲۹ | ورژن نهایی این ترانه در سال ۲۰۱۰، آلبوم "بوسه‌های بیهوده" منتشر شد.   |
| ۶  | مرد جان به لب رسیده   | محسن نامجو                       |                         |       | ۰۵:۲۵ |                                                                      |
| ۷  | یار مرا               | مولانا                           |                         |       | ۰۷:۴۸ |                                                                      |
| ۸  | نفحات                 | جامی                             |                         |       | ۰۵:۱۶ |                                                                      |
| ۹  | یره                   | محسن نامجو                       |                         |       | ۰۶:۱۱ |                                                                      |
| ۱۰ | هین کج و راست         | مولانا                           |                         |       | ۰۵:۴۴ |                                                                      |
| ۱۱ | نوبهاری               | سعدی                             |                         |       | ۰۴:۲۸ |                                                                      |

### گیس / عدد (۲۰۰۶/۱۳۸۵)
دومین آلبوم محسن نامجو به نام "گیس" یا "عدد" که در سال ۱۳۸۵ به‌طور غیر رسمی در ایران منتشر شد. از این آلبوم، ترانهٔ "رو سر بنه" در آلبوم بعدی با اجرا و تنظیم جدید انتشار یافت.
| # | نام آهنگ                    | شاعر             | آهنگ‌ساز                                  | تنظیم | زمان  | توضیحات |
| - | --------------------------- | ---------------- | ---------------------------------------- | ----- | ----- | ------- |
| ۱ | عقاید نئوکانتی (ورژن گیتار) | محسن نامجو       |                                          |       | ۰۲:۵۷ |         |
| ۲ | همراه شو عزیز               | پرویز مشکاتیان   | پرویز مشکاتیان                           |       | ۰۲:۰۸ |         |
| ۳ | گیس                         | سعدی، محسن نامجو |                                          |       | ۰۷:۲۴ |         |
| ۴ | هستی                        | محسن نامجو       |                                          |       | ۰۴:۱۹ |         |
| ۵ | مارکوزه                     | محسن نامجو       |                                          |       | ۰۳:۲۲ |         |
| ۶ | رو سر بنه (ورژن اولیه)      | مولانا، باباطاهر | محسن نامجو (براساس تمی از استیوی ری وان) |       | ۰۴:۰۲ |         |
| ۷ | سه‌راه آذری (گذر گذر)        | محسن نامجو       |                                          |       | ۰۶:۱۸ |         |

### ترنج(۲۰۰۷/۱۳۸۶)
اولین آلبوم رسمی و استودیویی محسن نامجو با نام «ترنج»، در ۱۷ شهریور ۱۳۸۶ (۸ سپتامبر ۲۰۰۷) منتشر شد. ضبط ۹ قطعه این آلبوم از اردیبهشت ۱۳۸۴ آغاز و در بهمن ۱۳۸۵ پایان یافت و میکس مسترینگ آن در بهار ۱۳۸۶ انجام شد. آلبوم ترنج در مجموع، سومین آلبوم محسن نامجو و اولین آلبوم رسمی وی است که توسط آوای باربد و مرکز موسیقی حوزه هنری منتشر شد.
| # | نام آهنگ              | شاعر                  | آهنگ‌ساز                                                | تنظیم      | زمان  | ضبط                    |
| - | --------------------- | --------------------- | ------------------------------------------------------ | ---------- | ----- | ---------------------- |
| ۱ | ترنج                  | خواجوی کرمانی، حافظ   | محسن نامجو، نوید اربابیان (براساس تمی از کمل)          | گروه ماد   | ۰۶:۳۵ | اردیبهشت ۱۳۸۴          |
| ۲ | رو سر بنه به بالین    | مولانا، باباطاهر      | محسن نامجو (براساس تمی از استیوی ری وان)               | محسن نامجو | ۰۵:۲۹ | زمستان ۱۳۸۵            |
| ۳ | تلخی نکند             | مولانا                | محسن نامجو (براساس تمی از دیپ پرپل)                    | محسن نامجو | ۰۵:۱۱ | اردیبهشت تا مرداد ۱۳۸۴ |
| ۴ | واوا لیلی             | باباطاهر، محلی افغانی | محلی افغانی                                            | محسن نامجو | ۰۵:۴۰ | اردیبهشت تا مرداد ۱۳۸۴ |
| ۵ | ترسم که ...           | حافظ                  | محسن نامجو، نوید اربابیان (براساس تمی از لئونارد کوهن) | گروه ماد   | ۰۳:۳۷ | اردیبهشت تا مرداد ۱۳۸۴ |
| ۶ | دل می‌رود              | حافظ                  | محسن نامجو (براساس تمی از جان لی هوکر)                 | محسن نامجو | ۰۴:۴۴ | اردیبهشت تا مرداد ۱۳۸۴ |
| ۷ | جره‌باز                | باباطاهر              | عبدی بهروان‌فر، محسن نامجو (براساس تمی از مادی واترز)   | گروه ماد   | ۰۵:۲۰ | اردیبهشت تا مرداد ۱۳۸۴ |
| ۸ | در میان جان (ونگ ونگ) | عطار نیشابوری         | محسن نامجو                                             | گروه ماد   | ۰۵:۴۷ | اردیبهشت تا مرداد ۱۳۸۴ |
| ۹ | زلف                   | حافظ                  | محسن نامجو                                             | محسن نامجو | ۰۶:۲۱ | زمستان ۱۳۸۵            |

### جبر جغرافیایی(۲۰۰۸/۱۳۸۷)
دومین آلبوم رسمی و استودیویی محسن نامجو با نام «جبر جغرافیایی» در آبان ۱۳۸۷ (نوامبر ۲۰۰۸) منتشر شد. این آلبوم در ابتدا به شکلی غیررسمی پخش شد و در سال ۲۰۰۸ با ضبط و میکس مجدد و افزودن آهنگ «سیم باند» به شکل رسمی منتشر شد. ضبط قطعات این آلبوم در دی و بهمن ۱۳۸۶ در استودیو رهگذر تهران انجام شد اما همانند آلبوم قبلی مجوز نگرفت و در نهایت توسط شرکت Nedai Records در اتریش منتشر شد. آلبوم «جبر» در مجموع، چهارمین آلبوم محسن نامجو و دومین آلبوم رسمی وی است که در کشور اتریش انتشار یافت.
| # | نام آهنگ     | شاعر                                                 | آهنگ‌ساز                                    | تنظیم      | زمان  | ضبط            |
| - | ------------ | ---------------------------------------------------- | ------------------------------------------ | ---------- | ----- | -------------- |
| ۱ | آه که این‌طور | محسن نامجو                                           | محسن نامجو                                 | محسن نامجو | ۰۵:۰۴ | دی و بهمن ۱۳۸۶ |
| ۲ | بیابان       | احمد شاملو                                           | محسن نامجو (بر پایهٔ آهنگی از جان لی هوکر)  | محسن نامجو | ۰۵:۱۳ | دی و بهمن ۱۳۸۶ |
| ۳ | بودا         | سهراب سپهری                                          | محسن نامجو (بر پایهٔ آهنگی از اکسم آو چویس) | محسن نامجو | ۰۵:۳۷ | دی و بهمن ۱۳۸۶ |
| ۴ | مرغ شیدا     | آرزو خسروی، ترانه‌ای از داوود مقامی، ه. الف. سایه     | محسن نامجو (بر پایهٔ آهنگی از دیوید بویی)   | محسن نامجو | ۰۵:۱۵ | دی و بهمن ۱۳۸۶ |
| ۵ | ای کاش       | محسن نامجو، مولانا، سعدی، احمد شاملو                 | محسن نامجو                                 | محسن نامجو | ۰۷:۰۵ | دی و بهمن ۱۳۸۶ |
| ۶ | جبر          | محسن نامجو                                           | محسن نامجو (بر پایهٔ آهنگی از نیروانا)      | محسن نامجو | ۰۶:۰۵ | دی و بهمن ۱۳۸۶ |
| ۷ | شیرین        | ترانهٔ محلی کردی (روایت حسن کامکار، بر روی تم قشقایی) | محسن نامجو                                 | محسن نامجو | ۰۴:۴۶ | دی و بهمن ۱۳۸۶ |
| ۸ | سیم باند     | محسن نامجو، کریم فکور                                | محسن نامجو                                 | محسن نامجو | ۰۵:۴۸ | دی و بهمن ۱۳۸۶ |

### آخ (۲۰۰۹/۱۳۸۸)
آخ (Oy) سومین آلبوم استودیویی محسن نامجو، پس از ترنج و جبر جغرافیایی است که در ۱۴ مهر ۱۳۸۸ (۶ اکتبر ۲۰۰۹) توسط Stradivarius Records منتشر شد. آخ نخستین آلبوم وی است که در خارج از ایران تولید و منتشر شده‌است. این آلبوم، اولین همکاری مشترک او با گلشیفته فراهانی است که در بخش‌هایی از این اثر پیانو می‌نوازد و می‌خواند.
| # | نام آهنگ       | شاعر                                         | آهنگ‌ساز    | تنظیم      | زمان  | توضیحات             |
| - | -------------- | -------------------------------------------- | ---------- | ---------- | ----- | ------------------- |
| ۱ | همّش دلم می‌گیره | محسن نامجو                                   | محسن نامجو | محسن نامجو | ۰۵:۱۶ |                     |
| ۲ | شمس            | قرآن کریم، نزار قبانی                        |            |            | ۰۵:۵۰ | تقدیم به عباس سلیمی |
| ۳ | دلا دیدی       | ه. الف. سایه                                 |            |            | ۰۷:۴۱ |                     |
| ۴ | قشقایی         | نیما یوشیج                                   |            |            | ۰۵:۵۴ |                     |
| ۵ | بی‌نظیر         | محسن نامجو                                   |            |            | ۰۸:۰۰ |                     |
| ۶ | خان‌باجی        | ترانهٔ فولکلور کردی                           |            |            | ۰۷:۴۴ |                     |
| ۷ | Cielito Lindo  | Quirino Mendoza y Cortés، مولانا، احمد شاملو |            |            | ۰۷:۳۶ |                     |
| ۸ | گلادیاتورها    | محسن نامجو                                   |            |            | ۰۸:۱۸ |                     |

### بوسه‌های بیهوده (۲۰۱۱/۱۳۸۹)
| #  | عنوان                   | ترانه‌سرا | آهنگساز | تنظیم‌کننده |
| -- | ----------------------- | -------- | ------- | ---------- |
| ۱  | رویای آفتاب (پارهٔ نخست) |          |         |            |
| ۲  | رویای آفتاب (پارهٔ دوم)  |          |         |            |
| ۳  | نادیده رُخَت              |          |         |            |
| ۴  | شورانگیز                |          |         |            |
| ۵  | عطرَت                    |          |         |            |
| ۶  | آریزونا                 |          |         |            |
| ۷  | تانگو                   |          |         |            |
| ۸  | مرغ تخم‌طلا              |          |         |            |
| ۹  | کوته‌نگاره               |          |         |            |
| ۱۰ | لولیتا                  |          |         |            |
| ۱۱ | لاله                    |          |         |            |
| ۱۲ | سیمِ باند                |          |         |            |
| ۱۳ | آفَت                     |          |         |            |
| ۱۴ | آتش                     |          |         |            |
| ۱۵ | ترانهٔ روشنایِ مرداب      |          |         |            |
| ۱۶ | کشاله‌ها                 |          |         |            |
| ۱۷ | گیس                     |          |         |            |
| ۱۸ | باقالی                  |          |         |            |

### الکی (۲۰۱۱/۱۳۹۰)
| # | عنوان        | شاعر/ترانه‌سرا      | آهنگساز و تنظیم‌کننده |
| - | ------------ | ------------------ | -------------------- |
| ۱ | هوشم ببَر     | سعدی               | محسن نامجو           |
| ۲ | هَلَل هَلا      | بابک لطیفی، سعدی   | محسن نامجو           |
| ۳ | نامه         | حافظ               | محسن نامجو           |
| ۴ | آنِ من است او | مولانا             | محسن نامجو           |
| ۵ | دیلمان       | مولانا             | محسن نامجو           |
| ۶ | زده          | حافظ               | محسن نامجو           |
| ۷ | یارِ جانی     | ترانهٔ محلی بیرجندی | محسن نامجو           |
| ۸ | الکی         | محسن نامجو         | محسن نامجو           |
| ۹ | زلف          | حافظ               | محسن نامجو           |

### سیزده هشت (۲۰۱۲/۱۳۹۱)
| # | عنوان     | شاعر/ترانه‌سرا                 | آهنگساز | تنظیم‌کننده |
| - | --------- | ----------------------------- | ------- | ---------- |
| ۱ | تهران     | محمدرضا حاج‌رستم‌بِگلو           |         |            |
| ۲ | بیایید    | مولانا                        |         |            |
| ۳ | بیگاه شد  | مولانا، محسن نامجو            |         |            |
| ۴ | خط بکش    | محسن نامجو                    |         |            |
| ۵ | زان یار   | حافظ                          |         |            |
| ۶ | ۱۳/۸      | محسن نامجو                    |         |            |
| ۷ | رو سر بنه | مولانا، باباطاهر، جیم موریسون |         |            |
| ۸ | صنما      | سعدی، جامی، مولانا، حافظ      |         |            |

### از پوست نارنگی مدد (۲۰۱۴/۱۳۹۳)
| #  | عنوان   | شاعر/ترانه‌سرا                  | آهنگساز                                                 | تنظیم‌کننده |
| -- | ------- | ------------------------------ | ------------------------------------------------------- | ---------- |
| ۱  | رضا خان | محسن نامجو                     |                                                         |            |
| ۲  | رودست   | محسن نامجو، مسعود قارداش‌پور    | محسن نامجو (براساس لیلا اثر اریک کلپتون و جیم گوردون)   |            |
| ۳  | آدمِ پوچ | ابراهیم منصفی                  | محسن نامجو - (براساس آهنگ نهنگ از ابراهیم منصفی (رامی)) |            |
| ۴  | منْ مست  | مولانا                         | محسن نامجو (براساس انحرافی در هوشیاری من)               |            |
| ۵  | نارنگی  | مظهر، وصال، داوری، نامجو       | محسن نامجو                                              |            |
| ۶  | ابر اگر | ترانهٔ محلی شاختایی، مولانا     | محسن نامجو                                              |            |
| ۷  | دردا    | آرزو خسروی، محسن نامجو، مولانا | محسن نامجو                                              |            |
| ۸  | بارون   | مهدی اخوان ثالث                | محسن نامجو                                              |            |
| ۹  | گل ممد  | لالایی محلی سبزواری، حافظ      | محسن نامجو (براساس یه عالمه عشق)                        |            |
| ۱۰ | هیچی    | محسن نامجو                     | محسن نامجو                                              |            |

### صفر شخصی (۲۰۱۶/۱۳۹۵)
| #  | عنوان     | شاعر/ترانه‌سرا               | آهنگساز    | تنظیم‌کننده |
| -- | --------- | --------------------------- | ---------- | ---------- |
| ۱  | مریم      | باباطاهر، محسن نامجو        | محسن نامجو | محسن نامجو |
| ۲  | اگر بذاری | محسن نامجو، فخرالدین عراقی  |            | محسن نامجو |
| ۳  | … ارا     | محسن نامجو                  | محسن نامجو | محسن نامجو |
| ۴  | دعای مجیر | از مفاتیح‌الجنان             |            | محسن نامجو |
| ۵  | مرصع‌خانی  | حافظ                        | محسن نامجو | محسن نامجو |
| ۶  | چه کسی؟   | محسن نامجو، سعدی، علی جافری | محسن نامجو | محسن نامجو |
| ۷  | به مادرم  | محسن نامجو                  | محسن نامجو | محسن نامجو |
| ۸  | پدر       | محسن نامجو، حافظ            | محسن نامجو | محسن نامجو |
| ۹  | شانه‌هایم  | آرزو خسروی                  | محسن نامجو | محسن نامجو |
| ۱۰ | چه خبر؟   | بیژن الهی                   | محسن نامجو | محسن نامجو |

### آوازهایی از شرق
| #  | عنوان                     | ترانه‌سرا | آهنگساز | تنظیم‌کننده          |
| -- | ------------------------- | -------- | ------- | ------------------- |
| ۱  | زلف                       |          |         | Willem van Merwijk  |
| ۲  | Terra aria                |          |         | Tom Trapp           |
| ۳  | صنما                      |          |         | Willem van Merwijk  |
| ۴  | قشقایی                    |          |         | Willem van Merwijk  |
| ۵  | بیروت                     |          |         | Misha Sporck        |
| ۶  | هیچی                      |          |         |                     |
| ۷  | Poucha Dass               |          |         | Willem van Merwijk  |
| ۸  | دف                        |          |         | کیاوش نورایی        |
| ۹  | Ballad at the End of Time |          |         | Ron Ford            |
| ۱۰ | Gitti de gitti            |          |         | Tolga Zafer Ozdemir |
| ۱۱ | نوبهاری                   |          |         | Julian Schneemann   |
| ۱۲ | Davet                     |          |         | Tolga Zafer Ozdemir |
| ۱۳ | زلف، ۲                    |          |         | Willem van Merwijk  |

### مولفهٔ عزلت
| #  | عنوان          | ترانه‌سرا | آهنگساز | تنظیم‌کننده |
| -- | -------------- | -------- | ------- | ---------- |
| ۱  | قشقایی         |          |         |            |
| ۲  | اگر بذاری      |          |         |            |
| ۳  | دلا دیدی       |          |         |            |
| ۴  | جبر            |          |         |            |
| ۵  | چه خبر؟        |          |         |            |
| ۶  | خان باجی       |          |         |            |
| ۷  | نوبهاری        |          |         |            |
| ۸  | همش دلم می‌گیره |          |         |            |
| ۹  | ترنج           |          |         |            |
| ۱۰ | الکی           |          |         |            |

### بر چلهٔ کمان اشک
| #  | عنوان        | شاعر/ترانه‌سرا                       | آهنگساز | تنظیم‌کننده |
| -- | ------------ | ----------------------------------- | ------- | ---------- |
| ۱  | مَطلَع         | حسین بن منصور حلاج، ترجمهٔ بیژن الهی |         |            |
| ۲  | الله         | باباطاهر، اشعار محلی                |         |            |
| ۳  | هیچی         | محسن نامجو                          |         |            |
| ۴  | دعای آمرزش   | آرامش ابدی                          |         |            |
| ۵  | هستی         | محسن نامجو                          |         |            |
| ۶  | زیستنم       | محسن نامجو                          |         |            |
| ۷  | رقص خنجر     |                                     |         |            |
| ۸  | آلاچیق ویران | پرویز کریمی                         |         |            |
| ۹  | رباعی        | ابوسعید ابوالخیر                    |         |            |
| ۱۰ | مورِ لَکی      |                                     |         |            |
| ۱۱ | سواحلی       |                                     |         |            |
| ۱۲ | قشقایی       |                                     |         |            |
| ۱۳ | بلوچستان     |                                     |         |            |
| ۱۴ | شانه‌هایم     | آرزو خسروی                          |         |            |
| ۱۵ | لالایی       |                                     |         |            |
| ۱۶ | دعاخوانی     | Stabat Mater                        |         |            |
| ۱۷ | رباعی        | ابوسعید ابوالخیر                    |         |            |
| ۱۸ | Rumelaj      |                                     |         |            |
| ۱۹ | دلا دیدی     | ه.ا. سایه                           |         |            |
| ۲۰ | مرگ          | بی‌کلام                              |         |            |
| ۲۱ | لَبیک         | حسین بن منصور حلاج، ترجمهٔ بیژن الهی |         |            |
| ۲۲ | خاتمه        | حسین بن منصور حلاج، ترجمهٔ بیژن الهی |         |            |

### سودای من
| #  | عنوان        | ترانه‌سرا            | آهنگساز     | تنظیم‌کننده |
| -- | ------------ | ------------------- | ----------- | ---------- |
| ۱  | شراب چشمان   | فریدون مشیری        |             |            |
| ۲  | لحظهٔ دیدار   | محمدرضا شفیعی کدکنی |             |            |
| ۳  | چه بگویم     | محمدرضا شفیعی کدکنی |             |            |
| ۴  | کلماتم را    | محمدرضا شفیعی کدکنی |             |            |
| ۵  | بگو به باران | محمدرضا شفیعی کدکنی | احسان مطوری |            |
| ۶  | ای بوسه‌ات    | حسین منزوی          |             |            |
| ۷  | دو دریا      | محمدرضا شفیعی کدکنی |             |            |
| ۸  | روایت ما     | حسین منزوی          |             |            |
| ۹  | روایت تنهایی | حسین منزوی          |             |            |
| ۱۰ | هنگام        | حسین منزوی          |             |            |
| ۱۱ | سودای من     | حسین منزوی          |             |            |

### مطنطن
| #  | عنوان            | ترانه‌سرا/شاعر    | آهنگساز                               | تنظیم‌کننده                        |
| -- | ---------------- | ---------------- | ------------------------------------- | --------------------------------- |
| ۱  | بادِ وزنده        | آرزو خسروی       | محسن نامجو                            | محسن نامجو، رضا مقدس، یحیی الخنسا |
| ۲  | زاد ازْم بَبر      | محسن نامجو       | محسن نامجو                            | محسن نامجو، رضا مقدس، یحیی الخنسا |
| ۳  | چه باشد…         | محسن نامجو       | محسن نامجو                            | محسن نامجو، رضا مقدس، یحیی الخنسا |
| ۴  | اعترافاتِ ۴۵ ضربی | محسن نامجو       | محسن نامجو                            | محسن نامجو، رضا مقدس، یحیی الخنسا |
| ۵  | آن مان نواران    | اشعار کودکانه    | محسن نامجو (براساس ملودی عارف قزوینی) | محسن نامجو، رضا مقدس، یحیی الخنسا |
| ۶  | آوازِ کشاله‌ها     |                  | محسن نامجو                            | محسن نامجو، رضا مقدس، یحیی الخنسا |
| ۷  | کشاله‌ها          |                  | محسن نامجو (براساس Sober)             | محسن نامجو، رضا مقدس، یحیی الخنسا |
| ۸  | دیو و فرشته      | محسن نامجو، حافظ | محسن نامجو                            | محسن نامجو، رضا مقدس، یحیی الخنسا |
| ۹  | اخترکم           | محسن نامجو       | محسن نامجو                            | محسن نامجو، رضا مقدس، یحیی الخنسا |
| ۱۰ | من از آن خاک     | محسن نامجو       | محسن نامجو                            | محسن نامجو، رضا مقدس، یحیی الخنسا |
| ۱۱ | نظم              | محسن نامجو       | محسن نامجو                            | محسن نامجو، رضا مقدس، یحیی الخنسا |
| ۱۲ | خشم کردم         | مولوی، سعدی      | محسن نامجو                            | محسن نامجو، رضا مقدس، یحیی الخنسا |
| ۱۳ | اعترافات ۴۵ ضربی | بی‌کلام           | محسن نامجو                            | محسن نامجو، رضا مقدس، یحیی الخنسا |